# Фруктоядные листоносы
Фруктоядные листоносы (лат. Artibeus) — род летучих мышей семейства листоносых. Содержит 18 видов, обитающих в Центральной и Южной Америке.
Встречаются в тропических регионах Центральной и Южной Америки и частично на Карибских островах. Занимают различные места обитания, обитают как в лесах, так и на лугах.
Достигают длины тела 5—10 см и веса от 10 до 85 граммов. Их мех коричневого или серого цвета сверху, низ светлый. У некоторых видов на лице есть светлые полосы. Хвост отсутствует. Уши заостренные.
Ведут ночной образ жизни. Днём скрываются в пещерах, домах и других укрытиях. Большинство видов живут в больших группах. В рационе в основном фрукты, кроме того, они также питаются пыльцой и насекомыми.
У ямайского листоноса период беременности длится обычно 112—120 дней, но по состоянию покоя срок может быть продлен до 180 дней. Как правило, рождается один детёныш. Лактация продолжается, примерно, два месяца. Половая зрелость достигается в восемь-двенадцать месяцев. В неволе эти животные могут жить более десяти лет.

## Виды
- Колумбийский фруктоядный листонос (Artibeus amplus)
- Листонос Андерсена (Artibeus anderseni)
- Ацтекский листонос (Artibeus aztecus)
- Artibeus bogotensis
- Серый листонос (Artibeus cinereus)
- Гвианский листонос (Artibeus concolor)
- Бахромчатый листонос (Artibeus fimbriatus)
- Листонос Энтони (Artibeus fraterculus)
- Серебристый листонос (Artibeus glaucus)
- Artibeus gnomus
- Мохнатый фруктоядный листонос (Artibeus hirsutus)
- Artibeus incomitatus
- Гондурасский листонос (Artibeus inopinatus)
- Ямайский листонос (Artibeus jamaicensis)
- Большой фруктоядный листонос (Artibeus lituratus)
- Тёмный фруктоядный листонос (Artibeus obscurus)
- Буроухий листонос (Artibeus phaeotis)
- Плосколицый листонос (Artibeus planirostris)
- Artibeus rosenbergi
- Тольтекский листонос (Artibeus toltecus)
- Artibeus watsoni